# Список авиакомпаний Суринама

Список авиакомпаний Суринама — это список авиакомпаний, имеющих действующий сертификат эксплуатанта, выданный Гражданской авиации Суринама (Civil Aviation Safety Authority Suriname - CASAS)
| Название           | Начало полётов | Конец полётов | Изображение | ИАТА | ИКАО | Позывной |
| ------------------ | -------------- | ------------- | ----------- | ---- | ---- | -------- |
| Badjas Airlines    | 2022 г.        | -             | -           | -    | -    | -        |
| Blue Wing Airlines | 2002 г.        | -             | -           | -    | BWI  | -        |
| Fly All Ways       | 2015 г.        | -             |             | 8W   | EDR  | BIRDVIEW |
| Gum Air            | -              | -             | -           | -    | GUM  | GUMAIR   |
| Surinam Airways    | 1975 г.        | -             |             | PY   | SLM  | SURINAM  |